# Paula Posadas
Paula Elena Posadas (La Plata, 16 de junio de 1970 - La Plata, 3 de octubre de 2024) fue una bióloga argentina especializada en biogeografía histórica, biogeografía de la conservación, sistemática, filogenia, conservación de la biodiversidad y entomología.

## Biografía
Nació en La Plata el 16 de junio de 1970, donde estudió Biología en la Facultad de Ciencias Naturales y Museo de la Universidad Nacional de La Plata. Allí realizó también los estudios doctorales bajo la dirección de Jorge Víctor Crisci y Juan José Morrone, con el título de "Los Curculionoidea (Insecta: Coleoptera) de la Tierra del Fuego e Islas Malvinas".
Fue investigadora independiente del Consejo Nacional de Investigaciones Científicas y Técnicas (CONICET), profesora adjunta de la Cátedra de Biogeografía y de la asignatura Redacción, publicación y evaluación de trabajos científicos, ambas en la Facultad de Ciencias Naturales y Museo de la Universidad Nacional de La Plata.
También se dedicó a la Gestión de Educación Superior de la Universidad Nacional de La Plata, que la llevó a ocupar los cargos de Consejera Directiva, Secretaria Académica y Vicedecana de la Facultad mencionada.
Falleció en La Plata a los 54 años el 3 de octubre de 2024, mientras se desempeñaba como Vicedecana de la Facultad de Ciencias Naturales y Museo.

## Premios
En 2007 recibió el Premio Joaquín Freguelli en Biogeografía de la Academia Nacional de Ciencias Exactas, Físicas y Naturales de Argentina.
Recibió la Medalla Stebbins 2010-2011, un premio otorgado por la Asociación Internacional para la Taxonomía de Plantas dedicado a publicaciones destacadas en sistemática filogenética y evolución, junto con Jorge V. Crisci y Liliana Katinas.